# Perfect World (manga)
Perfect World (jap. パーフェクトワールド Pafekuto warudo) – manga autorstwa Rie Arugi, publikowana na łamach magazynu „Kiss” wydawnictwa Kōdansha od lutego 2014 do stycznia 2021.
Na podstawie mangi powstał film live action oraz dramat telewizyjny, których premiery odbyły się odpowiednio w 2018 i 2019 roku. Seria była również chwalona przez krytyków i otrzymała nagrodę Kōdansha Manga w kategorii shōjo w 2019.

## Fabuła
26-letnia Tsugumi Kawana ponownie spotyka swoją pierwszą miłość z czasów liceum, Itsukiego Ayukawę, na spotkaniu pomiędzy firmą architektoniczną a firmą zajmującą się projektowaniem wnętrz, w której pracuje. Jego widok przyprawia ją o szybsze bicie serca, dopóki nie dowiaduje się, że jest on teraz niepełnosprawny i porusza się na wózku inwalidzkim. Początkowo dziewczyna uważa, że nie mogłaby spotykać się z chłopakiem na wózku, ale potem jej uczucia zaczynają się zmieniać...

## Manga
Pierwszy rozdział mangi ukazał się w lutym 2014 roku w magazynie „Kiss”. W kwietniu 2019 roku autorka ujawniła, że seria wchodzi w fazę końcową. Manga zakończyła się 25 stycznia 2021. Seria została również opublikowana w 12 tomach tankōbon nakładem wydawnictwa Kōdansha. 
W Polsce manga została wydana przez Kotori. 
| Nr | Język japoński    | Język japoński         | Język polski  | Język polski           |
| Nr | Data wydania      | ISBN                   | Data wydania  | ISBN                   |
| -- | ----------------- | ---------------------- | ------------- | ---------------------- |
| 1  | 13 lutego 2015    | ISBN 978-4-06-340948-2 | listopad 2018 | ISBN 978-83-66132-18-4 |
| 2  | 12 sierpnia 2015  | ISBN 978-4-06-340962-8 | styczeń 2019  | ISBN 978-83-66132-22-1 |
| 3  | 11 marca 2016     | ISBN 978-4-06-340980-2 | marzec 2019   | ISBN 978-83-66132-23-8 |
| 4  | 13 września 2016  | ISBN 978-4-06-340995-6 | maj 2019      | ISBN 978-83-66132-24-5 |
| 5  | 13 marca 2017     | ISBN 978-4-06-398014-1 | sierpień 2019 | ISBN 978-83-66132-25-2 |
| 6  | 13 września 2017  | ISBN 978-4-06-398032-5 | grudzień 2019 | ISBN 978-83-66132-78-8 |
| 7  | 13 kwietnia 2018  | ISBN 978-4-06-511136-9 | luty 2020     | ISBN 978-83-66132-91-7 |
| 8  | 13 września 2018  | ISBN 978-4-06-513184-8 | czerwiec 2020 | ISBN 978-83-66132-97-9 |
| 9  | 13 marca 2019     | ISBN 978-4-06-514897-6 | wrzesień 2020 | ISBN 978-83-66568-10-5 |
| 10 | 13 listopada 2019 | ISBN 978-4-06-517686-3 | styczeń 2021  | ISBN 978-83-66568-27-3 |
| 11 | 12 sierpnia 2020  | ISBN 978-4-06-520542-6 | kwiecień 2021 | ISBN 978-83-66568-33-4 |
| 12 | 12 marca 2021     | ISBN 978-4-06-522785-5 | marzec 2022   | ISBN 978-83-66568-78-5 |

## Film live action
Adaptacja live-action została zapowiedziana w lipcowym numerze Kiss z 2017 roku. Film wyreżyserował Kenji Shibayama, a scenariusz napisała Keiko Kanome. W rolach głównych wystąpili Takanori Iwata i Hana Sugisaki. W japońskich kinach film pojawił się 8 października 2018. Motyw przewodni filmu wykonała grupa E-girls.

## TV drama
Dramat telewizyjny został zapowiedziany 30 stycznia 2019. Reżyserem został Keiichirō Shiraki, scenariusz napisała Mayumi Nakatani, a Tōri Matsuzaka i Mizuki Yamamoto wystąpili w rolach głównych. Emitowany był w stacjach Fuji TV i Kansai TV od 16 kwietnia do 25 czerwca 2019 i liczył łącznie 10 odcinków.